# 江戸橋 (津市)
江戸橋（えどばし）は三重県津市の志登茂川に架かる津市道江戸橋上浜町線の橋で、付近の地名でもある。

## 橋としての江戸橋

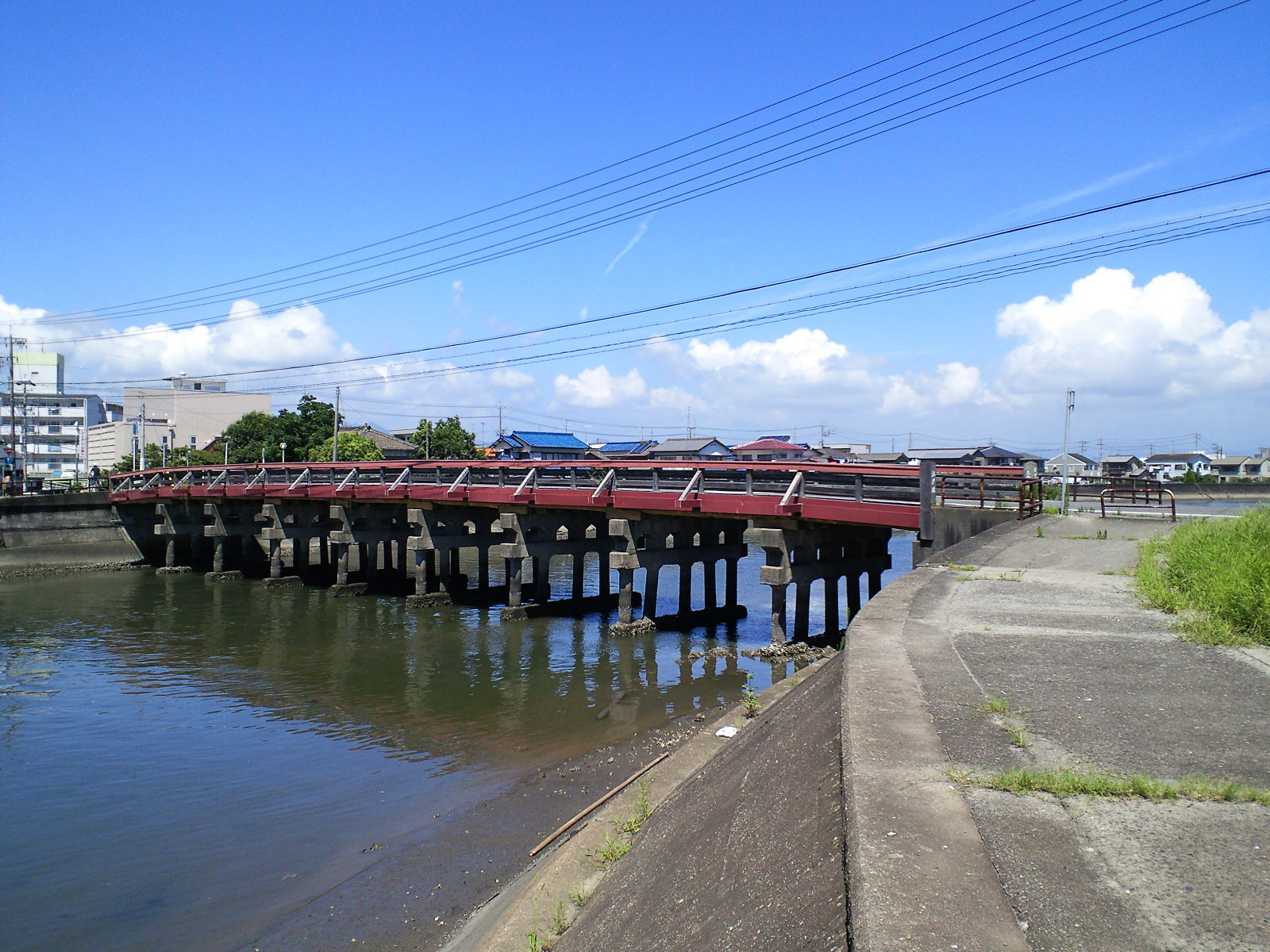
江戸橋（2009年8月）

最初の橋の架橋年代は不明であるが、江戸時代には架橋されており、津藩主・藤堂氏の参勤交代時に橋の傍まで見送りに来たことが橋の名の由来とされる。
現在の橋は1957年（昭和32年）に架け替えられた。橋脚はコンクリート製、上路部アスファルト舗装、欄干は木製である。
この橋は三重大学の最寄り駅である近鉄名古屋線江戸橋駅付近にあるため、同学に通学する学生に多く利用されている。
橋の修繕工事が実施されることになり、2010年（平成22年）9月24日より通行止めになっていたが、同年12月10日に開通した。ただし、工事後も重量制限は残っている。
- 所在地：津市上浜町3丁目（右岸）、津市江戸橋1丁目（左岸）

### 江戸橋常夜灯

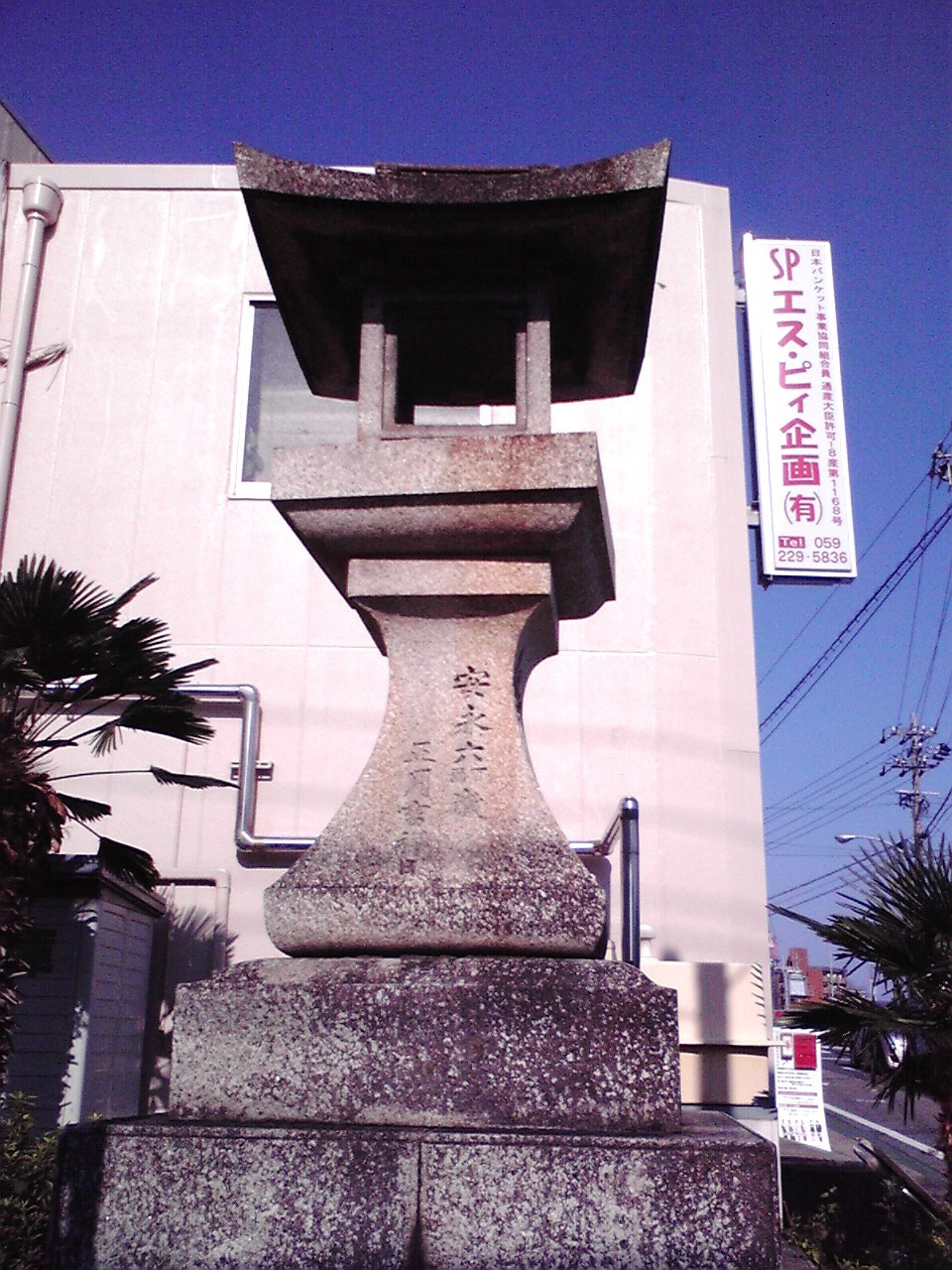
江戸橋常夜灯

江戸橋常夜灯（えどばしじょうやとう）は橋の西岸（右岸）にある常夜灯。津市内に現存する最古のもので、津市指定史跡となっている（1975年（昭和50年）4月26日指定）。高さ約5.4m・最下壇の幅2.8mで、「安永六年」（1777年）の銘が刻まれている。

### 周辺
右岸（津市上浜町）
- 江戸橋追分 - 橋の右岸の約50mほど先にある伊勢街道と伊勢別街道の交点（=追分）
- 津上浜郵便局
- 近鉄名古屋線江戸橋駅

左岸（津市江戸橋）
- 国道23号線 - すぐ下流側を通り、志登茂川を越える橋は新江戸橋。市道江戸橋上浜町線との交点は「江戸橋北詰交差点」。
- 津市立北立誠小学校
- 三重大学（所在地は栗真町屋町）
  - 三重大学医学部附属病院

## 地名としての江戸橋
津市の沿岸沿いに面しており、北に栗真町屋町と接している。

### 歴史
江戸橋は津市で最初に梨栽培に取り組んだ地域であり、1894年（明治27年）頃から「部田ナシ」の名で50 haほど栽培していた。しかし、市街化（公共施設用地・工業地）の進展、樹勢の衰え、地盤沈下、野菜栽培への移行により衰退し、津市の梨産地は南部（高茶屋、雲出、櫛形、香良洲、久居）へ移動した。

### 世帯数と人口
2019年（令和元年）6月30日現在の世帯数と人口は以下の通りである。
| 丁目         | 世帯数    | 人口    |
| ------------ | --------- | ------- |
| 江戸橋一丁目 | 391世帯   | 618人   |
| 江戸橋二丁目 | 442世帯   | 590人   |
| 江戸橋三丁目 | 190世帯   | 210人   |
| 計           | 1,023世帯 | 1,418人 |

#### 人口の変遷
国勢調査による人口の推移
| 1995年（平成7年）  | 2,707人 | [ 7 ]  |  |
| 2000年（平成12年） | 2,524人 | [ 8 ]  |  |
| 2005年（平成17年） | 2,233人 | [ 9 ]  |  |
| 2010年（平成22年） | 2,474人 | [ 10 ] |  |
| 2015年（平成27年） | 2,267人 | [ 11 ] |  |

#### 世帯数の変遷
国勢調査による世帯数の推移
| 1995年（平成7年）  | 1,744世帯 | [ 7 ]  |  |
| 2000年（平成12年） | 1,729世帯 | [ 8 ]  |  |
| 2005年（平成17年） | 1,599世帯 | [ 9 ]  |  |
| 2010年（平成22年） | 1,918世帯 | [ 10 ] |  |
| 2015年（平成27年） | 1,685世帯 | [ 11 ] |  |

### 学区
市立小・中学校に通う場合、学区は以下の通りとなる。
| 番・番地等 | 小学校             | 中学校           |
| ---------- | ------------------ | ---------------- |
| 全域       | 津市立北立誠小学校 | 津市立橋北中学校 |

### その他

#### 日本郵便
- 郵便番号 : 514-0001[4]（集配局：津中央郵便局[13]）。